# 17e étape du Tour d'Italie 2002
Pour un article plus général, voir Tour d'Italie 2002.
La 17e étape du Tour d'Italie 2002 a eu lieu le 30 mai 2002 entre la ville de Corvara in Badia et le sommet du Passo Coe dans le Trentin-Haut-Adige sur une distance de 222 km. Elle a été remportée par le Russe Pavel Tonkov (Lampre-Daikin) devant l'Italien Paolo Savoldelli (Index-Alexia Alluminio) et son coéquipier l'Espagnol Juan Manuel Garate. Deuxième de l'étape, Savoldelli s'empare à l'issue de l'étape du maillot rose de leader au détriment de l'Australien Cadel Evans (Mapei-Quick Step), seulement 41e de l'étape à plus de 17 minutes du vainqueur.

## Classement de l'étape
| \| Classement de l'étape \| Classement de l'étape \| Classement de l'étape \| Classement de l'étape \| Classement de l'étape \| \| Coureur \| Coureur \| Pays \| Équipe \| Temps \| \| --------------------- \| --------------------- \| --------------------- \| ---------------------- \| --------------------- \| \| 1er \| Pavel Tonkov \| Russie \| Lampre-Daikin \| 7 h 24 min 57 s \| \| 2e \| Paolo Savoldelli \| Italie \| Index-Alexia Alluminio \| + 2 min 11 s \| \| 3e \| Juan Manuel Gárate \| Espagne \| Lampre-Daikin \| + 3 min 08 s \| \| 4e \| Georg Totschnig \| Autriche \| Gerolsteiner \| + 3 min 14 s \| \| 5e \| Denis Lunghi \| Italie \| Colpack-Astro \| + 3 min 14 s \| \| 6e \| Pietro Caucchioli \| Italie \| Alessio \| + 3 min 14 s \| \| 7e \| Hernán Darío Muñoz \| Colombie \| Colombia-Selle Italia \| + 3 min 21 s \| \| 8e \| Fernando Escartín \| Espagne \| Team Coast \| + 4 min 01 s \| \| 9e \| Tyler Hamilton \| États-Unis \| CSC-Tiscali \| + 4 min 01 s \| \| 10e \| Addy Engels \| Pays-Bas \| Rabobank \| + 4 min 14 s \| |                    |            |                        |                 |
| |                    |            |                        |                 |
| |                    |            |                        |                 |
| Classement de l'étape |                    |            |                        |                 |
| Coureur | Coureur            | Pays       | Équipe                 | Temps           |
| 1er | Pavel Tonkov       | Russie     | Lampre-Daikin          | 7 h 24 min 57 s |
| 2e | Paolo Savoldelli   | Italie     | Index-Alexia Alluminio | + 2 min 11 s    |
| 3e | Juan Manuel Gárate | Espagne    | Lampre-Daikin          | + 3 min 08 s    |
| 4e | Georg Totschnig    | Autriche   | Gerolsteiner           | + 3 min 14 s    |
| 5e | Denis Lunghi       | Italie     | Colpack-Astro          | + 3 min 14 s    |
| 6e | Pietro Caucchioli  | Italie     | Alessio                | + 3 min 14 s    |
| 7e | Hernán Darío Muñoz | Colombie   | Colombia-Selle Italia  | + 3 min 21 s    |
| 8e | Fernando Escartín  | Espagne    | Team Coast             | + 4 min 01 s    |
| 9e | Tyler Hamilton     | États-Unis | CSC-Tiscali            | + 4 min 01 s    |
| 10e | Addy Engels        | Pays-Bas   | Rabobank               | + 4 min 14 s    |

## Classement général
| \| Classement général \| Classement général \| Classement général \| Classement général \| Classement général \| \| Coureur \| Coureur \| Pays \| Équipe \| Temps \| \| ------------------ \| ------------------ \| ------------------ \| ---------------------- \| ------------------ \| \| 1er \| Paolo Savoldelli \| Italie \| Index-Alexia Alluminio \| 80 h 37 min 11 s \| \| 2e \| Pietro Caucchioli \| Italie \| Alessio \| + 55 s \| \| 3e \| Tyler Hamilton \| États-Unis \| CSC-Tiscali \| + 1 min 28 s \| \| 4e \| Juan Manuel Gárate \| Espagne \| Lampre-Daikin \| + 1 min 39 s \| \| 5e \| Pavel Tonkov \| Russie \| Lampre-Daikin \| + 3 min 08 s \| \| 6e \| Fernando Escartín \| Espagne \| Team Coast \| + 3 min 19 s \| \| 7e \| Georg Totschnig \| Autriche \| Gerolsteiner \| + 5 min 32 s \| \| 8e \| Rik Verbrugghe \| Belgique \| Lotto-Adecco \| + 7 min 54 s \| \| 9e \| Aitor González \| Espagne \| Kelme-Costa Blanca \| + 8 min 12 s \| \| 10e \| Dario Frigo \| Italie \| Tacconi Sport \| + 9 min 41 s \| |                    |            |                        |                  |
| |                    |            |                        |                  |
| |                    |            |                        |                  |
| Classement général |                    |            |                        |                  |
| Coureur | Coureur            | Pays       | Équipe                 | Temps            |
| 1er | Paolo Savoldelli   | Italie     | Index-Alexia Alluminio | 80 h 37 min 11 s |
| 2e | Pietro Caucchioli  | Italie     | Alessio                | + 55 s           |
| 3e | Tyler Hamilton     | États-Unis | CSC-Tiscali            | + 1 min 28 s     |
| 4e | Juan Manuel Gárate | Espagne    | Lampre-Daikin          | + 1 min 39 s     |
| 5e | Pavel Tonkov       | Russie     | Lampre-Daikin          | + 3 min 08 s     |
| 6e | Fernando Escartín  | Espagne    | Team Coast             | + 3 min 19 s     |
| 7e | Georg Totschnig    | Autriche   | Gerolsteiner           | + 5 min 32 s     |
| 8e | Rik Verbrugghe     | Belgique   | Lotto-Adecco           | + 7 min 54 s     |
| 9e | Aitor González     | Espagne    | Kelme-Costa Blanca     | + 8 min 12 s     |
| 10e | Dario Frigo        | Italie     | Tacconi Sport          | + 9 min 41 s     |

## Classements annexes
| Classement par points | Classement par points | Classement par points | Classement par points        | Classement par points |
| Coureur               | Coureur               | Pays                  | Équipe                       | Points                |
| --------------------- | --------------------- | --------------------- | ---------------------------- | --------------------- |
| 1er                   | Massimo Strazzer      | Italie                | Phonak Hearing Systems       | 140 pts               |
| 2e                    | Mario Cipollini       | Italie                | Acqua & Sapone-Cantina Tollo | 134 pts               |
| 3e                    | Fabrizio Guidi        | Italie                | Team Coast                   | 106 pts               |
| 4e                    | Mikhaylo Khalilov     | Ukraine               | Colombia-Selle Italia        | 79 pts                |
| 5e                    | Aitor González        | Espagne               | Kelme-Costa Blanca           | 73 pts                |

| Classement par points | Classement par points | Classement par points | Classement par points        | Classement par points |
| Coureur               | Coureur               | Pays                  | Équipe                       | Points                |
| --------------------- | --------------------- | --------------------- | ---------------------------- | --------------------- |
| 1er                   | Massimo Strazzer      | Italie                | Phonak Hearing Systems       | 140 pts               |
| 2e                    | Mario Cipollini       | Italie                | Acqua & Sapone-Cantina Tollo | 134 pts               |
| 3e                    | Fabrizio Guidi        | Italie                | Team Coast                   | 106 pts               |
| 4e                    | Mikhaylo Khalilov     | Ukraine               | Colombia-Selle Italia        | 79 pts                |
| 5e                    | Aitor González        | Espagne               | Kelme-Costa Blanca           | 73 pts                |

| Classement de la montagne | Classement de la montagne  | Classement de la montagne | Classement de la montagne | Classement de la montagne |
| Coureur                   | Coureur                    | Pays                      | Équipe                    | Points                    |
| ------------------------- | -------------------------- | ------------------------- | ------------------------- | ------------------------- |
| 1er                       | Julio Alberto Pérez Cuapio | Mexique                   | Ceramica Panaria-Fiordo   | 69 pts                    |
| 2e                        | José Castelblanco          | Colombie                  | Colombia-Selle Italia     | 33 pts                    |
| 3e                        | Pavel Tonkov               | Russie                    | Lampre-Daikin             | 24 pts                    |
| 4e                        | Daniele De Paoli           | Italie                    | Alessio                   | 22 pts                    |
| 5e                        | Sergio Barbero             | Italie                    | Lampre-Daikin             | 20 pts                    |

| Classement de la montagne | Classement de la montagne  | Classement de la montagne | Classement de la montagne | Classement de la montagne |
| Coureur                   | Coureur                    | Pays                      | Équipe                    | Points                    |
| ------------------------- | -------------------------- | ------------------------- | ------------------------- | ------------------------- |
| 1er                       | Julio Alberto Pérez Cuapio | Mexique                   | Ceramica Panaria-Fiordo   | 69 pts                    |
| 2e                        | José Castelblanco          | Colombie                  | Colombia-Selle Italia     | 33 pts                    |
| 3e                        | Pavel Tonkov               | Russie                    | Lampre-Daikin             | 24 pts                    |
| 4e                        | Daniele De Paoli           | Italie                    | Alessio                   | 22 pts                    |
| 5e                        | Sergio Barbero             | Italie                    | Lampre-Daikin             | 20 pts                    |

| Classement par équipes | Classement par équipes | Classement par équipes | Classement par équipes |
| Équipe                 | Équipe                 | Pays                   | Temps                  |
| ---------------------- | ---------------------- | ---------------------- | ---------------------- |
| 1re                    | Alessio                | Italie                 | 241 h 34 min 00 s      |
| 2e                     | Lampre-Daikin          | Italie                 | + 30 min 23 s          |
| 3e                     | Rabobank               | Pays-Bas               | + 37 min 20 s          |
| 4e                     | CSC-Tiscali            | Danemark               | + 40 min 09 s          |
| 5e                     | Mapei-Quick Step       | Italie                 | + 46 min 12 s          |

| Classement par équipes | Classement par équipes | Classement par équipes | Classement par équipes |
| Équipe                 | Équipe                 | Pays                   | Temps                  |
| ---------------------- | ---------------------- | ---------------------- | ---------------------- |
| 1re                    | Alessio                | Italie                 | 241 h 34 min 00 s      |
| 2e                     | Lampre-Daikin          | Italie                 | + 30 min 23 s          |
| 3e                     | Rabobank               | Pays-Bas               | + 37 min 20 s          |
| 4e                     | CSC-Tiscali            | Danemark               | + 40 min 09 s          |
| 5e                     | Mapei-Quick Step       | Italie                 | + 46 min 12 s          |